# Nemoria saturiba
Nemoria saturiba är en fjärilsart som beskrevs av Ferguson 1969. Nemoria saturiba ingår i släktet Nemoria och familjen mätare. Inga underarter finns listade i Catalogue of Life.

## Bildgalleri

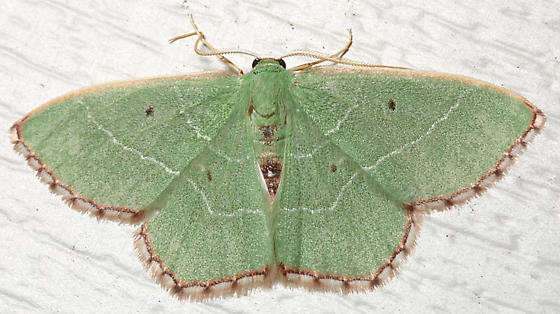
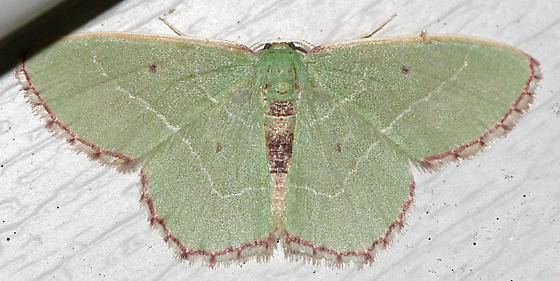